# Jacqueline Bertrand
Jacqueline Clara Marie-Marguerite Bertrand (* 1. Juni 1925 in Manchester, New Hampshire; † 17. Juni 2008 in New York City, New York) war eine US-amerikanische Schauspielerin.

## Leben
Jacqueline Bertrand, die außer ihrer Schauspielerei auch als Model auftrat, war seit 1951 mit dem österreichisch-amerikanischen Starfotografen Peter Basch (1921–2004) verheiratet. Sie hatten eine Tochter und einen Sohn.

## Filmografie (Auswahl)
- 1961: Gnadenlose Stadt (Naked City) (Fernsehserie)
- 1965: Eagle in a Cage
- 1966: Dark Shadows (Fernsehserie)
- 1967: Lieber Onkel Bill (Family Affair) (Fernsehserie)
- 1968: Die mit den Wölfen heulen (The Hell with Heroes)
- 1972: The Catcher
- 1976: Ryan’s Hope (Fernsehserie)
- 1988: À corps perdu
- 1990: The Loves of Emma Bardac
- 1993: Das Leben – Ein Sechserpack (Six degrees of separation)
- 1998: Anima
- 2003: Marci X – Uptown Gets Down (Marci X)